# 8161 Newman
8161 Newman este un asteroid din centura principală de asteroizi.

## Descriere
8161 Newman este un asteroid din centura principală de asteroizi. A fost descoperit pe 19 august 1990 la Observatorul Oak Ridge din Harvard, Massachusetts. El prezintă o orbită caracterizată de o semiaxă mare de 3,18 ua, o excentricitate de 0,17 și o înclinație de 2,5° în raport cu ecliptica.